# Teramo Piaggio

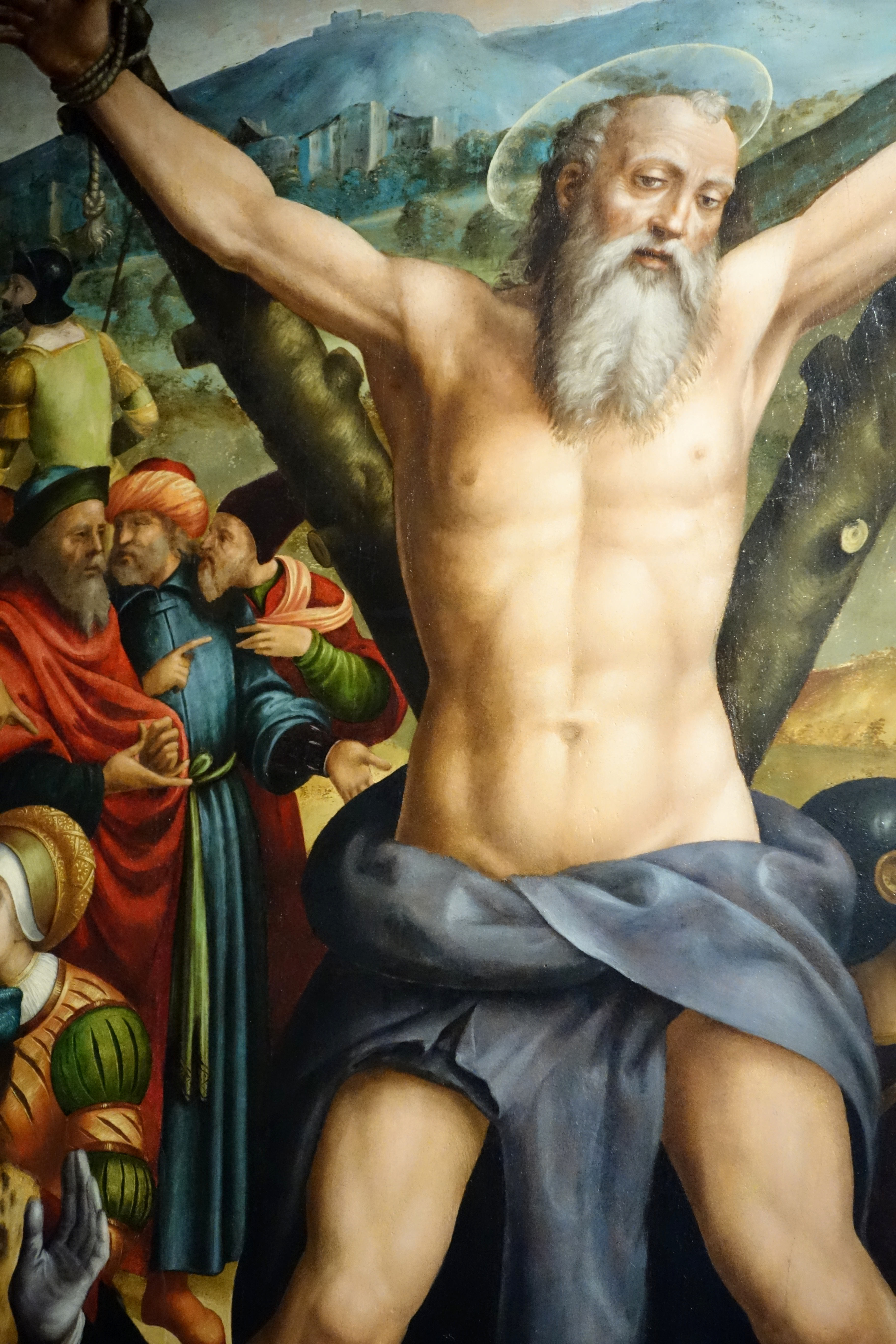
Aposteln Andreas martyrium (detalj) av Antonio Semini och Teramo Piaggio, 1532.

Teramo Piaggio, född 1485 i Zoagli, död 1554, var en italiensk konstnär under senrenässansen, aktiv i Genua. Piaggio var elev till Ludovico Brea och verkade tillsammans med Antonio Semini.